# Ojciec zadżumionych
Ojciec zadżumionych – poemat Juliusza Słowackiego z 1838 roku. Napisany prawdopodobnie we Florencji. Został wydany rok później w Paryżu w dziele Trzy poemata. Utwór reprezentuje tzw. poezję egzystencji (A. Witkowska) w twórczości Słowackiego.
Opiera się na opowieści, którą Słowacki usłyszał w Al-Arisz, w trakcie podróży do Palestyny w roku 1836. Była to historia Araba, tytułowego ojca zadżumionych, któremu ta choroba zabrała żonę i siedmioro dzieci. Mężczyzna nie buntuje się ani nie pogrąża w skrajnej rozpaczy; przyjmuje postawę bliską biblijnemu Hiobowi. Oddziela się także od świata ludzi niedotkniętych epidemią dżumy. 
W utworze nadzieja przeplata się z rozpaczą. Mężczyzna opowiada o etapach kwarantanny i kolejnych zgonach najbliższych sobie osób. W kompozycję utworu włączone są opisy pustyni, mają one podkreślić bezsilność bohaterów wobec rzeczywistości oraz bezduszność przyrody w kontraście z głębokimi rozterkami egzystencjalnymi bohatera. Narrator analizuje odbiór wrażeń poprzez własne, w tym przypadku tragiczne, przeżycia.
W 1883 poemat jako pierwsze dzieło Słowackiego został przetłumaczony na język hebrajski. Do roku 2000 utwór ukazał się jeszcze w 13 innych językach, m.in. w esperancie.